# Thomas Chippendale

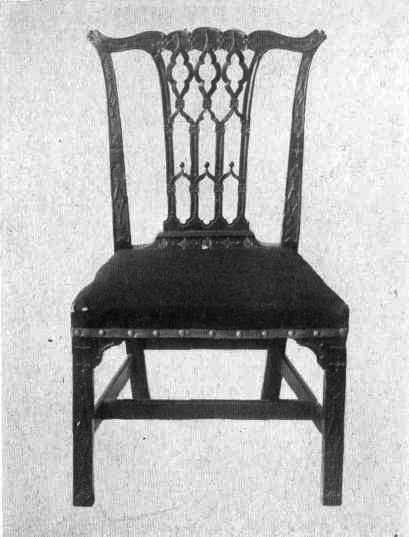
Židle ve stylu „chippendale“

Thomas Chippendale [tomas čipndejl] (1718 Farnley u Leedsu – 13. listopadu 1779 Londýn) byl výrobce nábytku a designér interiérů. Působil v Londýně. Jeho výrobky ve stylu anglického rokoka a klasicismu se staly součástí interiérů šlechtických sídel a byly napodobovány řadou dalších výrobců i mimo Anglii.

## Život a dílo
Chippendale se vyučil truhlářem patrně u svého otce, pracoval u R. Wooda v Yorku a po roce 1740 se odstěhoval do Londýna. Nejpozději roku 1747 měl už vlastní truhlářskou dílnu a pracoval pro různé šlechtice, zejména v oblasti Yorku. Roku 1748 se oženil a roku 1753 přestěhoval dílnu i obchod do Covent Garden; protože se tehdy na severozápadě Londýna hodně stavělo, bylo to výhodné místo a sídlila tam řada truhláren a čalounictví. Roku 1754 vydal se svým společníkem J. Rannie ilustrovaný vzorník nábytku s titulem The Gentleman and Cabinet-Maker's Director. Vyšel pak ještě dvakrát a ve francouzském překladu se dostal i na různé evropské dvory. Když dílna roku 1755 vyhořela, pracovalo v ní 22 truhlářů.

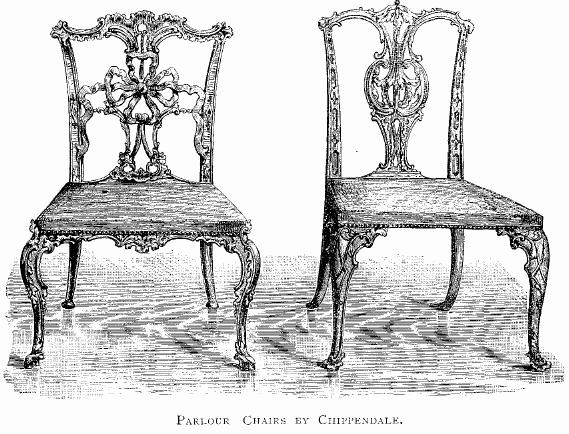
Chippendalovy židle

Roku 1760 byl přijat za člena Society of Arts, ale roku 1766 musel své sklady vyprodat, protože po válkách v Evropě i v Americe museli i angličtí aristokraté šetřit. Roku 1768 se vydal do Paříže, která tehdy určovala sloh i vkus, a jednal tam o zakázkách. Roku 1776 předal firmu nejstaršímu ze svých devíti dětí, Thomasovi mladšímu, který ji provozoval až do bankrotu roku 1804.

## Význam
Chippendale vyráběl velmi kvalitní nábytek v charakteristické slohové směsi francouzského rokoka, klasicismu s náznaky gotických prvků, které se i dnes říká „chippendale“. Ačkoli podobný nábytek vyráběli i jiní, Chippendale pronikl na veřejnost jako známé jméno, a tak se mu pravděpodobně připisuje i nábytek, který sám nedělal. Později jeho nábytky a vzorníky napodobovali i jiní.